# Лоялисты (Америка)
Лоялисты (англ. loyalist — «верноподданный», «лоялист», от англ. loyal — «верный», «лояльный») — тори-колонисты, проживавшие в тринадцати колониях, и занявшие во время Войны за независимость 1775—1783 сторону метрополии. Во время соответствующих исторических событий их часто называли «тори», «роялистами» или «людьми короля». Противниками лоялистов были патриоты — сторонники автономии, а впоследствии независимости колоний.
Лоялисты на территории английских колоний Северной Америки в основном состояли из крупных землевладельцев, части плантаторов-рабовладельцев, торговцев, экономически связанных с метрополией, королевских чиновников на местах, англиканского духовенства. Лоялисты выступали за сохранение североамериканских колоний в составе Великобритании. Лоялисты служили в британской армии, всячески сопротивлялись самопровозглашённым местным властям вплоть до поднятия мятежей и саботажа. Семьи часто разделялись во время американской революции, и многие чувствовали себя и американцами, и британцами, все ещё сохраняя верность метрополии.
Также среди лоялистов были коренные американцы (поскольку британцы выступали против заселения патриотами-колонистами их земель) и т. н. чёрные лоялисты (рабы, сбежавшие от патриотов-рабовладельцев, которым Великобритания давала свободу в обмен на лояльность).

## Численность
Видные лоялисты неоднократно заверяли британское правительство, что многие тысячи колонистов возьмутся за оружие и будут сражаться за британскую корону. Британское командование действовало в расчете на это, особенно во время боевых действий 1780 и 1781 годов в южных колониях. Однако Великобритания могла эффективно защищать людей только в тех районах, где они находились под контролем Британской армии, а само количество вооружённых лоялистов было значительно меньше, чем ожидалось. Из-за противоречивых политических взглядов лоялисты часто попадали под подозрение со стороны британских вооруженных сил, которые не знали, кому они могут полностью доверять.
Патриоты очень внимательно следили за подозреваемыми в лояльности Королю и не терпели никакой организованной оппозиции лоялистов. Многие откровенные или активные в военном отношении лоялисты были вынуждены бежать, особенно в свою цитадель в Нью-Йорке. Уильям Франклин (англ. William Franklin), королевский губернатор Нью-Джерси и сын лидера патриотов Бенджамина Франклина, стал лидером лоялистов после освобождения из тюрьмы патриотов в 1778 году. Он работал над созданием воинских частей лоялистов для участия в войне. Вудро Вильсон писал, что «за пять лет боевых действий на британскую службу было зачислено не менее двадцати пяти тысяч лоялистов. В свое время (1779 г.) они фактически превосходили численностью всё континентальное ополчение под личным командованием Вашингтона».
Согласно Калхуну, лоялисты, как правило, были старше и богаче, но было также много лоялистов со скромным достатком. Многие активные члены англиканской церкви стали лоялистами. Некоторые недавно прибывшие из Великобритании, особенно из Шотландии, имели высокую долю лоялистов. Лоялисты в южных колониях были подавлены местными патриотами, которые контролировали местное правительство и правительство штата. Многие люди, в том числе бывшие регуляторы в Северной Каролине, отказались присоединиться к восстанию, поскольку ранее они протестовали против коррупции со стороны местных властей, которые позже стали революционными лидерами. Притеснение со стороны местных вигов во время Регламента привело к тому, что многие жители отдаленных районов Северной Каролины не участвовали в Революции или встали на сторону лоялистов.
В 1777 году около 1500 лоялистских ополченцев приняли участие в Саратогской кампании в Нью-Йорке и сдались вместе с генералом Бергойном после битвы при Саратоге в октябре 1777 года.

## Эмиграция из Соединённых Штатов
В районах под контролем патриотов лоялисты подвергались конфискации имущества, а откровенным сторонникам короля угрожали публичным унижением, например, вымачиванием в смоле и перьях или физическим нападением. Неизвестно, сколько гражданских лиц-лоялистов подверглось преследованиям со стороны патриотов, но такое обращение было предупреждением другим лоялистам не брать в руки оружие. В сентябре 1775 года Уильям Дрейтон и лидер лоялистов полковник Томас Флетчелл подписали договор о нейтралитете во внутреннем сообществе Девяносто Шесть, Южная Каролина. За активную помощь оккупировавшей Филадельфию британской армии двое жителей города были осуждены за измену, осуждены и казнены вернувшимися силами патриотов.
После проигрыша в войне, около 15% лоялистов (65 000-70 000 человек) бежали в другие части Британской империи, особенно в саму Великобританию или в Британскую Северную Америку (ныне Канада).Южные лоялисты перебрались в основном во Флориду, которая оставалась верной Короне, и в британские карибские владения(ныне Багамы). Северные лоялисты в основном мигрировали в Онтарио, Квебек, Нью-Брансуик и Новую Шотландию. Они называли себя Лоялистами Объединённой Империи. Большинство из них получили компенсацию в виде канадской земли или британских наличных денег, распределенных в соответствии с официальными процедурами подачи исков. Лоялисты, покинувшие США, получили от британского правительства более 3 миллионов фунтов стерлингов, или около 37% своих убытков. Лоялисты, оставшиеся в США, как правило, могли сохранить свою собственность и стать американскими гражданами. Многие лоялисты в конце концов вернулись в США после того, как война закончилась и дискриминационные законы были отменены. Историки подсчитали, что от 15% до 20% (от 300 000 до 400 000 чел.) из 2 000 000 белых в колониях в 1775 году были лоялистами.

### Лоялисты в Канаде
После окончания Войны за независимость в Америке и подписания Парижского мирного договора в 1783 году как солдаты-лоялисты, так и гражданские лица были эвакуированы из Нью-Йорка, большинство из которых направилось в Канаду. Многие лоялисты уже мигрировали в Канаду, особенно из Нью-Йорка и северной части Новой Англии, где насилие против них усилилось во время войны.
Земля в Канаде, отведенная Короной, иногда распределялась в зависимости от того, в каком полку лоялистов воевал человек. Это переселение лоялистов имело решающее значение для развития современного Онтарио, и около 10 000 беженцев отправились в Квебек (включая Восточные городки и современные города). Но Новая Шотландия (включая современный Нью-Брансуик) приняла в три раза больше: около 35 000-40 000 беженцев-лоялистов.
Поскольку в годы войны некоторые семьи разошлись в своей лояльности, многие лоялисты в Канаде продолжали поддерживать тесные связи с родственниками в Соединенных Штатах. Они вели торговлю через границу, мало обращая внимания на британские торговые законы. В 1790-х годах предложение земли и низких налогов, которые составляли одну четверть от налогов в Америке, за верность лейтенант-губернатором Симко привело к прибытию 30 000 американцев, которых часто называют поздними лоялистами. К началу Англо-американской войны 1812 года из 110 000 жителей Верхней Канады 20 000 были первоначальными лоялистами, 60 000 — более поздними американскими иммигрантами и их потомками, а 30 000 — иммигрантами из Великобритании, их потомками или выходцами из Канады.
Также, поскольку большинство ирокезов вступили в союз с британцами, которые уступили свои земли Соединенным Штатам, тысячи ирокезов и других пробританских коренных американцев были изгнаны из Нью-Йорка и других штатов. Они также были переселены в Канаду. Многие из ирокезов поселились в Шести нациях Гранд-Ривер, крупнейшей резервации коренных народов в Канаде. Небольшая группа ирокезов обосновалась на берегу залива Квинт на территории современного юго-восточного Онтарио.
Впоследствии лоялисты обратили внимание на свою историю, создав идеализированный образ себя, которым они очень гордились. В наше время в Канаде действует Ассоциация лоялистов Объединённой империи(англ. United Empire Loyalists' Association) состоящая из потомков лоялистов и других лиц, интересующихся историей Канады, в частности ролью лоялистов Объединённой империи. Организация была зарегистрирована 27 мая 1914 года Законодательным собранием Онтарио. Благодаря их работе было сооружено большое количество монументов лоялистам по всей Канаде.
Лоялистами, перебравшимся в Канаду, были основаны многие новые поселения, например город Уинсор, в провинции Онтарио.

## Последствия эмиграции
Отъезд такого количества королевских чиновников, богатых купцов и землевладельцев разрушил иерархические сети, которые доминировали в большинстве колоний. Основным результатом стало то, что элита патриотов вытеснила королевских чиновников и богатых тори. В 1778 году Массачусетс принял закон об изгнании сорока шести бостонских торговцев, в том числе членов некоторых из самых богатых семей Бостона.
Зависимость патритов от католической Франции в военной, финансовой и дипломатической помощи привела к резкому снижению антикатолической риторики. Антикатолицизм оставался сильным среди лоялистов, некоторые из которых уехали в Канаду после войны. К 1780-м годам юридическая терпимость к католикам была расширена во всех штатах Новой Англии, которые ранее были враждебными к Католической церкви.

## Лоялисты в Соединённых Штатах
Подавляющее большинство лоялистов никогда не покидали Соединенные Штаты; они остались, и им было разрешено быть гражданами новой страны. Некоторые из них стали известными лидерами страны, в том числе Сэмюэл Сибери, который был первым епископом Епископальной церкви, и Тенч Кокс . Был небольшой поток репатриантов, которым жизнь в Новой Шотландии и Нью-Брансуике показалась слишком трудной. Примерно 10 % беженцев из Нью-Брансуика вернулись в Штаты, как и неизвестное количество беженцев из Новой Шотландии. Некоторые тори из Массачусетса поселились в округе Мэн. Тем не менее подавляющее большинство так и не вернулось. Капитан Бенджамин Хэллоуэлл, который в качестве советника Мандамуса в Массачусетсе служил прямым представителем короны, считался повстанцами одним из самых ненавистных людей в колонии, но в знак компенсации, когда он вернулся из Англии в 1796 году, его сыну было разрешено вернуть семейный дом.
К 1787 году большинство штатов отменили законы, направленные против тори, хотя обвинения в том, что они тори, звучали уже для другого поколения. Несколько сотен уехавших во Флориду вернулись в Джорджию в 1783—1784 годах. Южная Каролина, пережившая ожесточенную кровавую внутреннюю гражданскую войну 1780—1782 годов, приняла политику примирения, которая оказалась более умеренной, чем любой другой штат. Когда война закончилась, около 4500 белых лоялистов ушли, но большинство осталось. Правительство штата успешно и быстро реинкорпорировало подавляющее большинство. Во время войны помилование было предложено лоялистам, которые перешли на другую сторону и присоединились к силам патриотов. Других обязали заплатить штраф в размере 10 % от стоимости имущества. Законодательный орган назначил 232 лоялистов ответственными за конфискацию их имущества, но большинство из них подали апелляцию и были прощены. В Коннектикуте, к большому неудовольствию радикальных вигов, умеренные виги рекламировали в нью-йоркских газетах в 1782—1783 годах, что тори, которые не создадут проблем, будут приветствоваться на том основании, что их навыки и деньги помогут экономике штата. Победили умеренные. Все законы против тори были отменены в начале 1783 г., за исключением закона, касающегося конфискованных имений тори: «… проблема лоялистов после 1783 г. была решена в их пользу после окончания Войны за независимость». В 1787 году был отменен последний из дискриминационных законов.